# Xegunde
Xegunde es una aldea española situada en la parroquia de Villabol, del municipio de Fonsagrada, en la provincia de Lugo, Galicia.

## Localización
Está situada en la provincia de Lugo, en la comunidad autónoma de Galicia (España), a unos diecisiete kilómetros de la capital del municipio, Fonsagrada, y a dos del núcleo principal de la parroquia, Villabol de Suarna. 
Para llegar desde Fonsagrada se debe salir de la villa por la carretera que se dirige hacia Naraxa por el valle de Suarna. Allí la carretera se divide en dos ramales: el de la izquierda conduce a San Antolín de Ibias y Negueira y, el de la derecha, a Xegunde, después de atravesar Villabol de Suarna, el núcleo de la parroquia.

## Demografía
| Gráfica de evolución demográfica de Xegunde entre 2000 y 2019 |
|                                                               |
| Datos según el nomenclátor publicado por el INE.              |

## Patrimonio cultural
- Castro de Xegunde.
- Capilla de Xegunde.
- A Senda dos Moros.
- O Horro (Hórreo en castellano).
- A matanza.

## Gastronomía
- Butelo (botelo o butillo).
- Roscón.
- Lacón con grelos.
- Chulas.
- Freixós.
- Castañas.

## Festividades

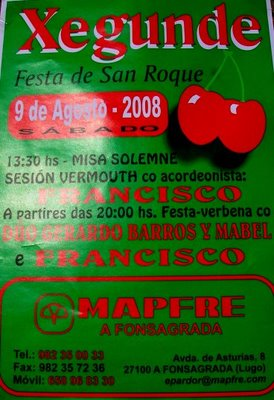

La fiesta patronal es San Roque, el 16 de agosto. Este es el cartel de 2008: